# Kalijambe (Sragi)
Kalijambe is een bestuurslaag in het regentschap Pekalongan van de provincie Midden-Java, Indonesië. Kalijambe telt 4103 inwoners (volkstelling 2010).